# Jelcz PT4
Jelcz PT4 – prototyp przyczepy autobusowej produkowanej przez Jelcza. Przyczepa była przeznaczona do ciągnięcia przez Jelcza PR100 z mocniejszym silnikiem pochodzącym z Jelcza PR110.

## Historia

### Geneza
Na początku lat 70. XX wieku władze Polskiej Rzeczypospolitej Ludowej podjęły decyzję o modernizacji taboru komunikacji miejskiej. W tym celu już w latach 1970–1972 na warszawskich ulicach rozpoczęto testy modeli: węgierski Ikarus 242, zachodnioniemiecki Magirus-Deutz M170-S11H, francuski Berliet PR100, włoski FIAT 420A, brytyjsko-duński Leyland Lidrt 12/4 Worldmaster, hiszpański Pegaso 5023, japoński Hino RC620 i czechosłowacka Karosa SM11. Zwycięzcą został Berliet PR100. Od początku model ten był uważany za przejściowy, gdyż ze względu na większe potrzeby przewozowe planowano go wydłużyć poprzez dodanie jeszcze jednej pary drzwi. Nowy Jelcz PR110 był autobusem 12-metrowym wyposażonym w trzy pary drzwi. Pojazdy te były wykonywane w 50% z części sprowadzanych z Francji.
Wprowadzenie autobusów bardziej pojemnych, a także montowanie Ikarusów-Zemun IK160P i import Ikarusów 280 nie zaspokoiły potrzeb na bardzo pojemny autobusowy transport miejski. Postanowiono skorzystać z możliwości eksploatacji przyczep.

### Produkcja i eksploatacja
PT4 zostały opracowane w ciągu dwóch miesięcy 1978 roku, w Zakładzie Naprawy Autobusów MZK w Warszawie. Do budowy prototypu wykorzystano nadwozia wycofanych Jelczy PR100. Przyczepy były przeznaczone do ciągnięcia przez odpowiednio zmodyfikowane Jelcze PR100, które posiadały mocniejsze silniki pochodzące z Jelcza PR110 i jednocześnie długość powodującą, że zestaw był krótszy niż 22 metry. Planowano zbudować 50 przyczep tego typu, jednakże seryjna produkcja nie ruszyła. Powstały prototyp w 1982 został ustawiony na Placu Defilad w Warszawie i pełnił rolę ekspedycji MZK.
Eksploatacja przyczep autobusowych z pasażerami została zakazana przez polskie prawo w 1997.

## Konstrukcja
Przyczepa była dwuosiowa. Obie osie były skrętne, sterowane wychyleniem dyszla. Tor ruchu pokrywał się z tylną osią ciągnącego autobusu, co powodowało brak zmiany toru zestawu w stosunku do samego autobusu. Przyczepa posiadała pudło oraz wnętrze pochodzące z autobusu Jelcz PR100. Przyczepa autobusowa posiadała własne niezależne od autobusu ogrzewanie.